# 凌霄
凌 霄（りょう しょう）は、中華民国の海軍軍人。南京国民政府（汪兆銘政権）の要人。別号は壮華。

## 事績
日本に留学し、東京商船学校、海軍大学校を卒業した。帰国後は、北京政府参謀本部科長、奉天省航警学校校長、東北第2艦隊司令、渤海艦隊副司令を歴任する。1929年（民国18年）、沈鴻烈配下の東北第1艦隊司令として青島に入った。しかし沈と対立して、東北海軍駐青弁公処処長に転じている。
1940年（民国29年）3月、汪兆銘が南京国民政府を樹立すると、凌霄は軍事委員会委員兼海軍部政務次長となった。同年5月、政務次長を離れ、委員専任となる。1944年（民国33年）11月、海軍部長任援道に代理して部長となり、翌1945年（民国34年）1月、正式に海軍部長に昇進した。
日本敗北後の9月26日、凌霄は蔣介石の国民政府により南京で逮捕された。軍事法廷で漢奸の罪により死刑判決を言い渡され、1946年（民国34年）6月24日、南京雨花台において楊揆一・胡毓坤と共に銃殺刑を執行された。享年58。

## 注
1. 1 2  東亜問題調査会編、215頁。
2. ↑  余ほか、1613頁。
3. ↑  毎日新聞社編、72頁。益井、20頁。